# Кошкино (Липецкая область)
Ко́шкино — деревня Петровского сельсовета Измалковского района Липецкой области.

## История и название
Отмечается в документах 1692 г. Название патронимическое, от какого-то лица (владельца или первожителя) с фамилией Кошкин.

## Население
| 2010 |
| ---- |
| 139  |